# Ripa Teatina
Ripa Teatina (IPA: [ˈripa teaˈtina], La Rìpë in dialetto ripese), è un comune italiano di 3 882 abitanti della provincia di Chieti in Abruzzo. Il comune è posizionato su una collina alta 199 m s.l.m. collocata a ridosso della costiera adriatica, lungo la via che da Francavilla al Mare conduce al capoluogo teatino. È situato a 9 chilometri da Chieti, da cui è separata attraverso il fiume Alento. Il comune è sede dell'unione dei comuni della Vallata del Foro.
In passato il comune era conosciuto con i toponimi Ripadichieti e Ripa di Chieti, mentre in latino era denominato Oppida Ripae, per via della sua funzione di difesa nei confronti di Teate, o più semplicemente Ripa. L'esistenza del borgo è attestata almeno dal XII secolo, anche se alcuni edifici risalgono al V e all'XI secolo.

## Geografia fisica

### Territorio

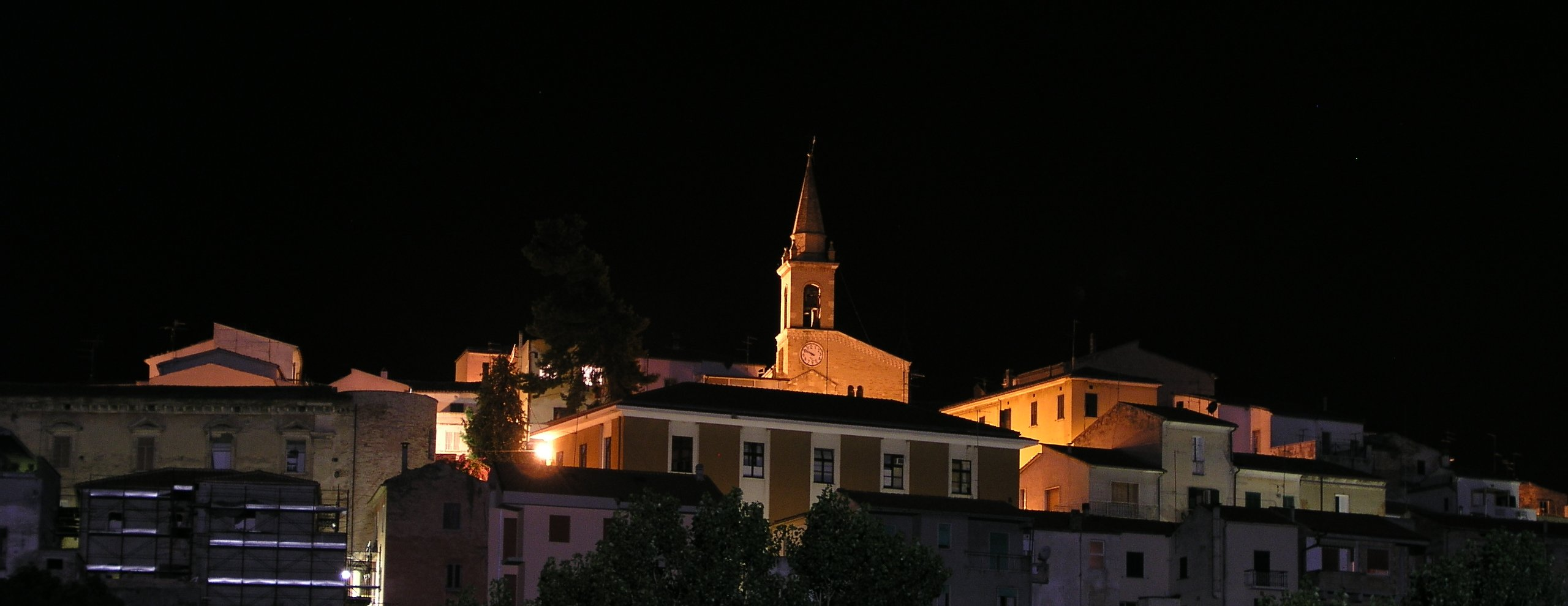
Panorama notturno di Ripa Teatina

Il centro del comune è posto su di una collina alta circa 200 m s.l.m., situata tra due fiumi: l'Alento e il Foro. Il primo, oltre a segnare il confine amministrativo con Chieti, separa anche la località Castello dal resto del territorio comunale; il secondo definisce parte del confine con Miglianico lungo l'omonima valle. L'altitudine del territorio comunale è compresa tra un massimo di 280 m s.l.m. in contrada Feudo e un minimo di 18 m s.l.m. in località Foro, con un dislivello complessivo di 262 m.
Il comune confina a nord con Francavilla al Mare e Torrevecchia Teatina, a sud con Bucchianico e Villamagna, a est e a sud-est con Miglianico e a ovest con Chieti.

### Clima
Il clima è tipicamente mediterraneo e temperato, con estati a seconda dei momenti calde e afose o ventilate, con media di circa 24-25 °C e inverni moderatamente freddi mitigati dall'influsso marino, con circa 6-7 °C di media, e le precipitazioni sono significative, aggirandosi approssimativamente sui 950 mm e concentrate nei periodi autunnali e invernali. Secondo la classificazione dei climi di Köppen, il clima di Ripa Teatina è di tipo Cfa. D'inverno cade la neve ogni anno almeno 2 o 3 volte in maniera abbondante (circa 30–40 cm). Episodi nevosi si sono avuti anche a novembre e in aprile.
La temperatura più alta mai registrata è stata di 45° nell'agosto del 2007, battendo il precedente record di 44° il luglio dell'anno stesso. La temperatura più bassa mai registrata è stata di -13° nel 1979 e in epoca più recente -8° nel dicembre 2010 e nel gennaio 2017. Nel febbraio 2012, il paese venne colpito da intense nevicate e temperature molto basse, come il resto della regione. Il 3 febbraio 2012 vennero contati circa 65 cm di neve.
| Ripa Teatina                       | Mesi | Mesi | Mesi | Mesi | Mesi | Mesi | Mesi | Mesi | Mesi | Mesi | Mesi | Mesi | Stagioni | Stagioni | Stagioni | Stagioni | Anno |
| Ripa Teatina                       | Gen  | Feb  | Mar  | Apr  | Mag  | Giu  | Lug  | Ago  | Set  | Ott  | Nov  | Dic  | Inv      | Pri      | Est      | Aut      | Anno |
| ---------------------------------- | ---- | ---- | ---- | ---- | ---- | ---- | ---- | ---- | ---- | ---- | ---- | ---- | -------- | -------- | -------- | -------- | ---- |
| T. max. media (°C)                 | 10,2 | 10,9 | 14,3 | 17,8 | 22,0 | 26,6 | 29,3 | 29,3 | 24,3 | 20,1 | 15,6 | 11,4 | 10,8     | 18,0     | 28,4     | 20,0     | 19,3 |
| T. media (°C)                      | 5,9  | 6,4  | 9,5  | 13,2 | 17,7 | 22,2 | 24,8 | 24,5 | 20,0 | 16,0 | 11,5 | 7,2  | 6,5      | 13,5     | 23,8     | 15,8     | 14,9 |
| T. min. media (°C)                 | 2,1  | 2,1  | 4,7  | 8,2  | 12,4 | 16,5 | 19,0 | 19,1 | 15,5 | 12,0 | 7,8  | 3,6  | 2,6      | 8,4      | 18,2     | 11,8     | 10,2 |
| Precipitazioni (mm)                | 86   | 69   | 80   | 91   | 85   | 73   | 56   | 57   | 83   | 77   | 95   | 94   | 249      | 256      | 186      | 255      | 946  |
| Giorni di pioggia                  | 8    | 8    | 8    | 9    | 9    | 7    | 6    | 7    | 8    | 8    | 8    | 9    | 25       | 26       | 20       | 24       | 95   |
| Umidità relativa media (%)         | 80   | 77   | 75   | 74   | 72   | 67   | 63   | 66   | 72   | 79   | 80   | 81   | 79,3     | 73,7     | 65,3     | 77       | 73,8 |
| Eliofania assoluta (ore al giorno) | 5,8  | 6,5  | 7,9  | 9,5  | 11,0 | 12,3 | 12,5 | 11,5 | 9,4  | 7,3  | 6,4  | 5,8  | 6,0      | 9,5      | 12,1     | 7,7      | 8,8  |

## Origini del nome

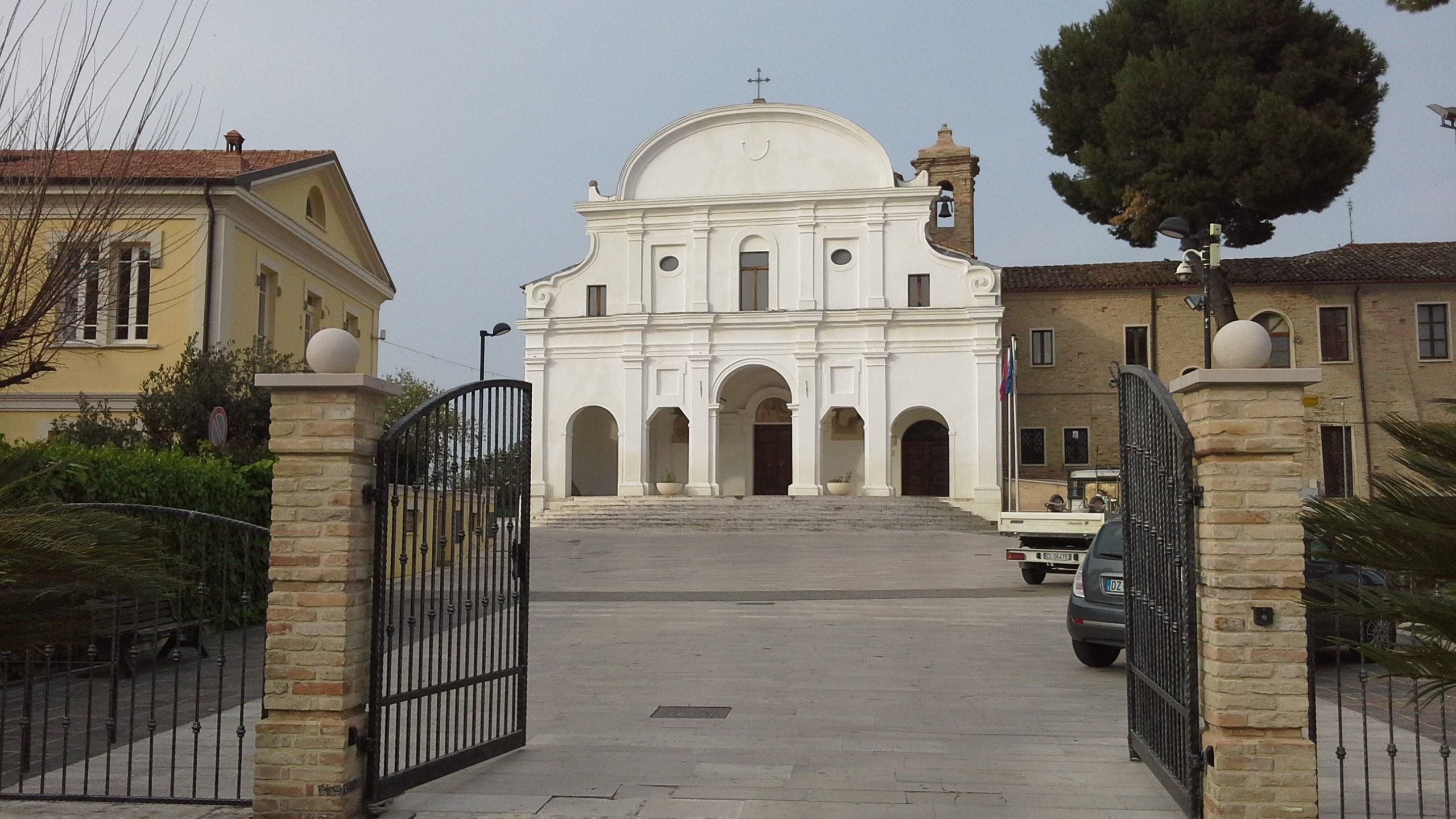
Chiesa di "Santa Maria della Pietà" e l'adiacente ex-convento francescano

Il nome del luogo deriva dalla funzione difensiva che questo svolgeva rispetto alla città di Teate, diventata poi Chieti. Nel XII secolo il castello che sorgeva nell'area era menzionato come Laripam, sebbene, nel periodo medievale in genere, Ripa Teatina avesse la denominazione latina Castrum – Teate, poiché la sua ubicazione su di una collina consentiva di proteggere il capoluogo.  L'esonimo, più comune, era invece Oppida Ripae, che ne indicava lo status di borgo fortificato (oppidum designa proprio una città fortificata). Il toponimo Ripa appare per la prima volta nel 1328 in un registro della curia teatina.
In seguito l'universitas (tale era lo status di comune nel Regno di Napoli) diventò Ripa di Chieti, o Ripadichieti, come attestato da diversi documenti redatti tra il XV e il XIX secolo. In un documento del 1589, inoltre, il luogo è denominato Castru Ripe Thetis (letteralmente: Castello di Ripa di Chieti). Nel 1775 l'universitas era già indicata come Ripateatina, mentre nell'àmbito degli affari del distretto di Chieti era segnalata semplicemente come Ripa. Durante il secondo dopoguerra il comune era riportato sia con il nome unito in un'unica parola, sia con quello distinto in due vocaboli, mentre la versione largamente usata attualmente, anche negli atti ufficiali, è Ripa Teatina.

## Storia
Tracce di insediamenti neolitici sono stati rinvenuti lungo il fiume Alento, che bagna a nord il paese, e di certo l'attuale Ripa dovette ben presto entrare nella sfera di influenza dei Marrucini.
Esistono prove del passaggio di Annibale, nella campagna militare condotta in Italia durante la seconda guerra punica, grazie al ritrovamento dei resti di un elmo cartaginese nei pressi della chiesetta di S. Stefano.
In virtù della sua posizione strategica, nel corso della storia l'area ove sorge il paese è stata spesso utilizzata come avamposto. Già al tempo dei Romani era presente un nucleo abitato chiamato Castrum Teate a difesa della città di Chieti (allora chiamata Teate), ed anche nel medioevo, quando il paese cambiò il nome in Ripa de Teti , venne mantenuta la sua connotazione militare.
I Longobardi assegnarono la zona al Ducato di Benevento. Dopo che Pipino invase il ducato, venne assegnato dai Normanni al Ducato di Puglia. Durante la dominazione sveva la città era demaniale, ma durante il regno angioino dovette soffrire le pene dell'inferno. Alfonso d'Aragona fece costruire la cinta muraria nel 1484 come grazia ricevuta per favori ottenuti dalla popolazione di questo paese durante le lotte contro la Liga Veneta. Sotto la dominazione Aragonese fu costruita inoltre una rete di torri di avvistamento, di cui due ancora esistenti, che consentiva di avvistare eventuali movimenti militari ostili.
Durante la campagna militare in Italia condotta da Napoleone il convento francescano, che aveva sede nel paese, fu teatro di un enorme massacro. Nel convento avevano trovato rifugio dei rivoltosi che avevano operato a Chieti. Le armate francesi assediarono il convento e ci furono sanguinosi combattimenti con più di 600 vittime tra militari e rivoltosi. Diversi rivoltosi riuscirono comunque a fuggire e, per rappresaglia, i frati vennero sterminati e le loro spoglie gettate nella cisterna del chiostro del convento.
Anche durante l'occupazione nazista, a Ripa, situata a ridosso della linea Gustav, fu allestito un deposito di armamenti, saccheggiato durante la liberazione avvenuta tra il 9 e il 10 giugno del 1944.

### Simboli
Lo stemma del Comune di Ripa Teatina è stato concesso con decreto del presidente della Repubblica del 28 marzo 2007.
Il gonfalone è un drappo di giallo con la bordatura di azzurro.

## Monumenti e luoghi d'interesse

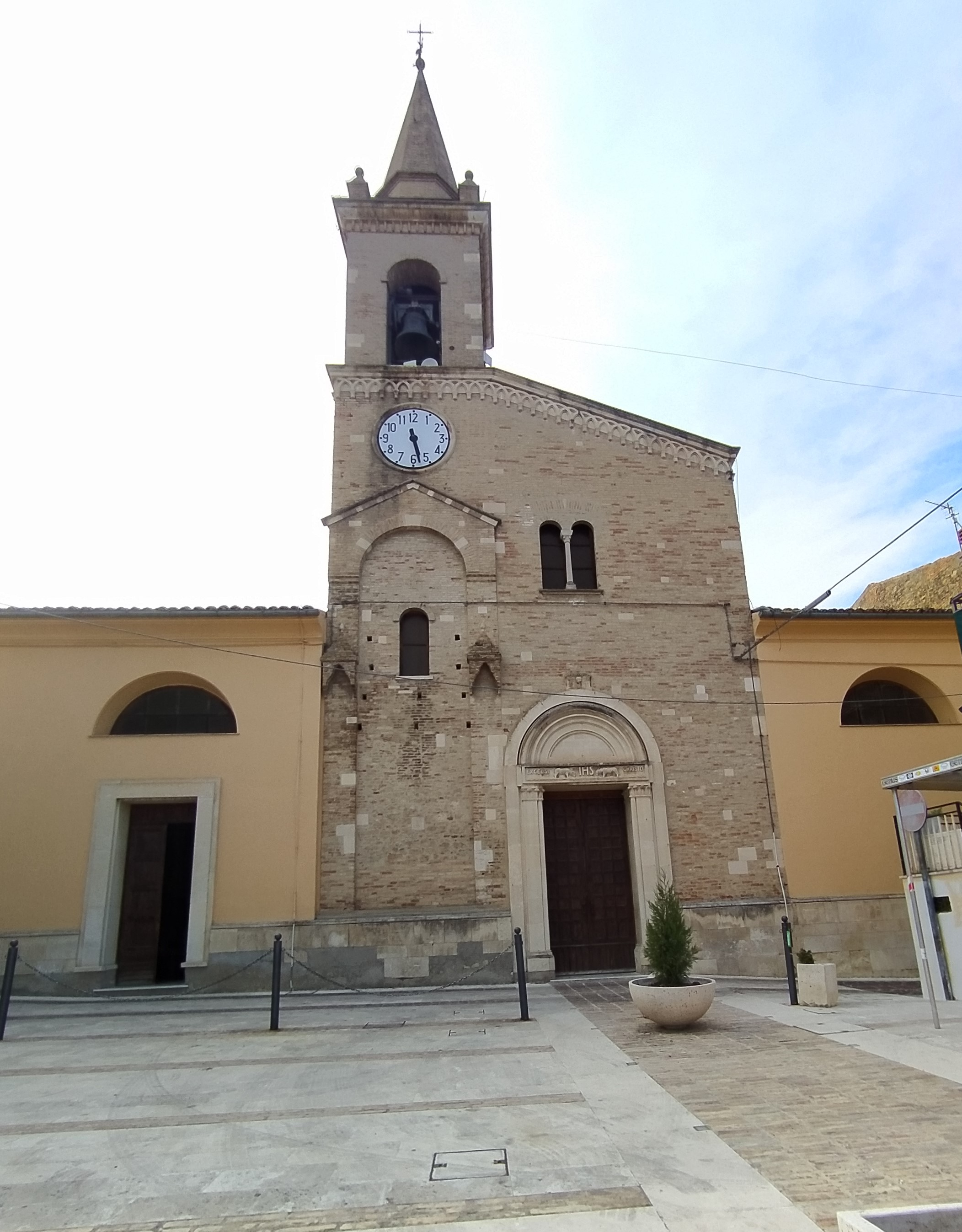
Chiesa di San Pietro Apostolo

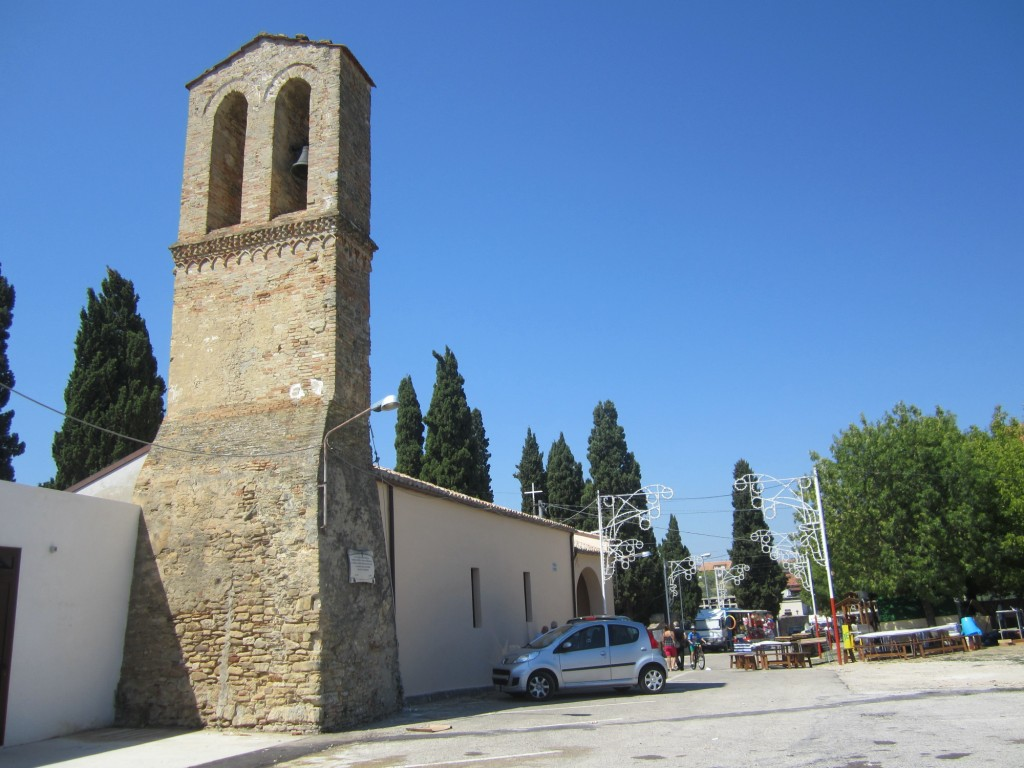
Chiesa e Campanile di Santo Stefano

- Chiesa di San Pietro Apostolo. Questa è la chiesa madre. Un capitello prova che la chiesa sorge su di un tempio Diana cacciatrice. Viene citata come chiesa parrocchiale nel 1308. All'interno vi è una tela raffigurante la "Madonna del Sudore" del XV secolo attribuito ad Antonio Solario detto lo Zingaro.[35]
- Chiesa di San Rocco. La chiesa ha un atrio ottagonale con tre nicchioni absidali con altari a muro. la chiesa è stata restaurata alle pareti esterne.[35]
- Chiesa di Santo Stefano protomartire. Questa chiesa è stata costruita su di un tempio di divinità ignote verso l'anno 1000. Nei pressi vi è il cimitero comunale.[35]
- Chiesa del Convento. Risale al XVI secolo. In seguito, nel 1525, vi fu costruito a fianco il convento dei frati minori.[35]
- Chiesa della Madonna del Rosario. La chiesa è situata in contrada Foro.
- Mura e torri. Nel XV secolo il borgo era sovrastato da due torri e cinto da mura di difesa e due porte d'accesso ognuna delle quali era affiancata con due torri. Le due torri erano unite da un corridoio sotterraneo. Nel XVII secolo le mura, che ormai non servivano più allo scopo di difesa della città venivano distrutte per far posto alla costruzione di palazzi. Un'altra torre cilindrica con merlatura ghibellina è sita poco fuori del centro storico. Un'altra torre ancora è sita in località Arenile, di proprietà della famiglia De Lollis di Bucchianico ora è adibita in ristorante.
- Chiesa di San RoccoFonte Grossa.
- Fonte "La fontanella"

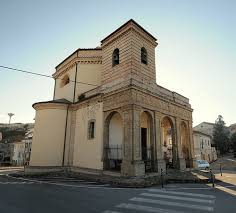
Chiesa di San Rocco

- Fonte "Tasca". La sorgente si presenta coronata da una grotta, una vegetazione rigogliosa e da numerosi laghetti. La leggenda la vuole luogo di convegno di briganti. Un'altra leggenda, più comune tra gli abitanti del luogo, parla invece di cumuli di monete d'oro depositati all'interno della grotta alla cui guardia vi era un rospo con sembianze demoniache ad ostacolarne l'ingresso.

Nei pressi della fonte sono state ritrovate indiscutibili tracce di un insediamento di epoca romana, probabilmente di una villa con terme annesse che sfruttava l'abbondanza di acqua dalle proprietà terapeutiche del luogo.
Più tardi, durante la seconda guerra mondiale, non molto lontano dalla bocca della grotta, vi era una casa gentilizia che fu usata
dall'esercito tedesco come deposito di munizioni. Per questo motivo, nelle campagne limitrofe, sono stati ritrovati innumerevoli ordigni bellici. Questa è la ragione principale per la quale molti terreni vicino alla fonte rimangono ancora oggi incolti.
Cittadini, scolaresche, studiosi e turisti continuano
tuttora a visitare la zona, per molti la più bella e misteriosa che il
territorio di Ripa Teatina possa offrire.
- Fonte "La peschiera"
- Antica fattoria. Un'antica fattoria sorge nei pressi di una campagna vicina a Ripa Teatina dotata di torre del XV secolo.
- Antiche fornaci. Antiche fornaci per la produzione di mattoni in via Mattonari.
- Resti archeologici. Molti resti archeologici di epoca romana in varie contrade del paese.[35]

## Società

### Evoluzione demografica
Abitanti censiti

### Etnie e minoranze straniere
Secondo i dati ISTAT al 31 dicembre 2020 i cittadini stranieri residenti a Ripa Teatina erano 241, pari al 6% della popolazione totale. Le nazionalità maggiormente rappresentate erano:
1. Albania, 141
2. Romania, 58

### Lingue e dialetti
Il dialetto parlato a Ripa Teatina è compreso nel gruppo delle parlate meridionali abruzzesi, più specificatamente in quello orientale affine al teatino. L'idioma ripese presenta delle peculiarità che lo distinguono da quelle presenti nei dialetti dei comuni limitrofi, tuttavia le molteplici affinità permettono una normale comunicazione tra di essi. Fino al 2019, inoltre, ogni anno veniva organizzato un concorso di poesia dialettale per la valorizzazione dell'idioma locale.

### Tradizioni e folclore
Il 22 marzo di ogni anno, giorno di festa patronale, si celebra la commemorazione del miracolo della Madonna del Sudore, avvenuto il 22 marzo 1728. Quel giorno la figura della Madonna presente nel quadro (attualmente esposto presso la chiesa parrocchiale del paese) sudò sangue dalla fronte. Secondo la tradizione, si tiene una processione che da contrada Alento (dove fu rinvenuto il quadro nel 1685) giunge fino alla chiesa madre, nella parte alta del paese.
Nell'ultima domenica di maggio, nel comune si tiene la tradizionale Fiera di San Mauro. Il 3 e il 4 agosto, inoltre, si tiene la festa legata al santo patrono Stefano protomartire. La commemorazione riguarda l'incursione dell'esercito ottomano a Ripa Teatina, avvenuta tra il 31 luglio e il 4 agosto 1566 nel contesto delle guerre turco-veneziane, quando i ripesi chiesero al santo patrono la protezione contro l'attacco dei turchi.

## Cultura

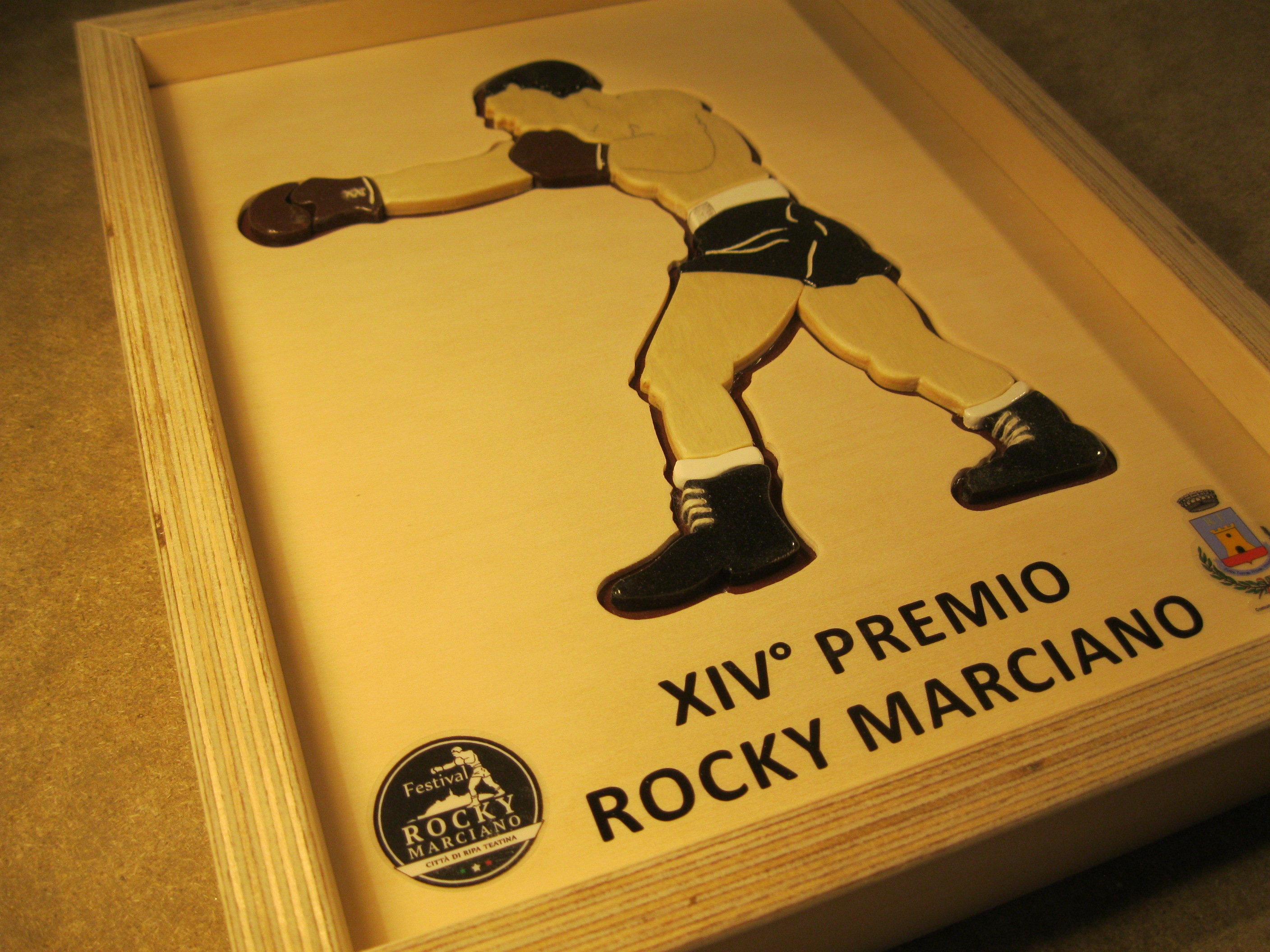
Una targa del Premio Marciano della XIV edizione

### Istruzione
Nel comune hanno sede una scuola dell'infanzia, una primaria e una secondaria di primo grado. Le istituzioni scolastiche sono raggruppate in un unico istituto comprensivo, con sede centrale nella stessa Ripa Teatina, insieme alle scuole della vicina Torrevecchia Teatina.

### Musica
A Ripa Teatina è presente l'Associazione culturale musicale "C. Monteverdi", che opera anche in qualità di banda musicale del comune.

### Eventi
L'evento di maggior portata che si tiene annualmente a Ripa Teatina è, dal 2005, la manifestazione sportivo-culturale Premio Rocky Marciano, dedicato all'omonimo pugile di origine italiana. Il festival ha anche una portata nazionale, avendo nel corso degli anni premiato diversi giornalisti sportivi e atleti.

## Geografia antropica

### Urbanistica

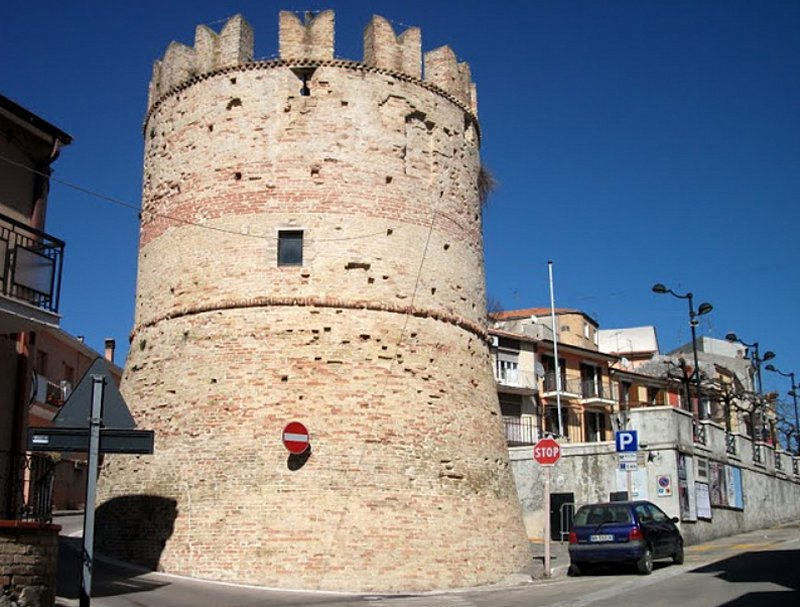
Il "Torrione" con merlatura ghibellina

Il centro storico del comune presenta la struttura di un borgo medievale fortificato, rimasta sostanzialmente invariata rispetto ad oggi. Le principali piazze situate all'interno del borgo sono Piazza Martiri d'Ungheria e Piazza Orientale: la prima è situata nei pressi del "Torrione", risalente al XV secolo, che congiungeva due tratti delle mura difensive costruite per volontà del re di Napoli Ferrante d'Aragona; la seconda è posta nelle vicinanze di una porta cittadina scomparsa (Porta Orientale). Il borgo, oltre alla già citata Porta Orientale, possedeva un secondo ingresso detto "Porta Gabella", vicino all'attuale municipio. Entrambe le porte erano corredate di una torre di avvistamento a difesa dell'area: la torre di Porta Orientale, adibita ad edificio residenziale, è riconoscibile per via della forma del bastione; la torre di Porta Gabella è stata recentemente restaurata ed è stata dotata di una struttura di collegamento con gli adiacenti locali. Nell'area di Porta Gabella, nel 2020, è stato ritrovato e successivamente restaurato l'arco in mattoni che costituiva l'originario ingresso al borgo fortificato.
Nella parte più alta del centro storico è situata la chiesa parrocchiale di San Pietro Apostolo, risalente al V secolo ed edificata sui resti di un antico tempo dedicato alla dea Diana, ma profondamente trasformata tra il 1685 e il 1699. Una delle particolarità di questa chiesa è la presenza della torre campanaria, costruita a partire da un'antica torre difensiva che è possibile attualmente distinguere, direttamente sulla facciata. Fino al XVIII secolo, nell'area in prossimità della chiesa madre, erano presenti altre tre chiese, dedicate al SS. Salvatore, a San Giacomo e a San Lorenzo. Della chiesa di San Salvatore sono rimaste fino ad oggi le mura petrimetrali e una statua del Cristo risorto.

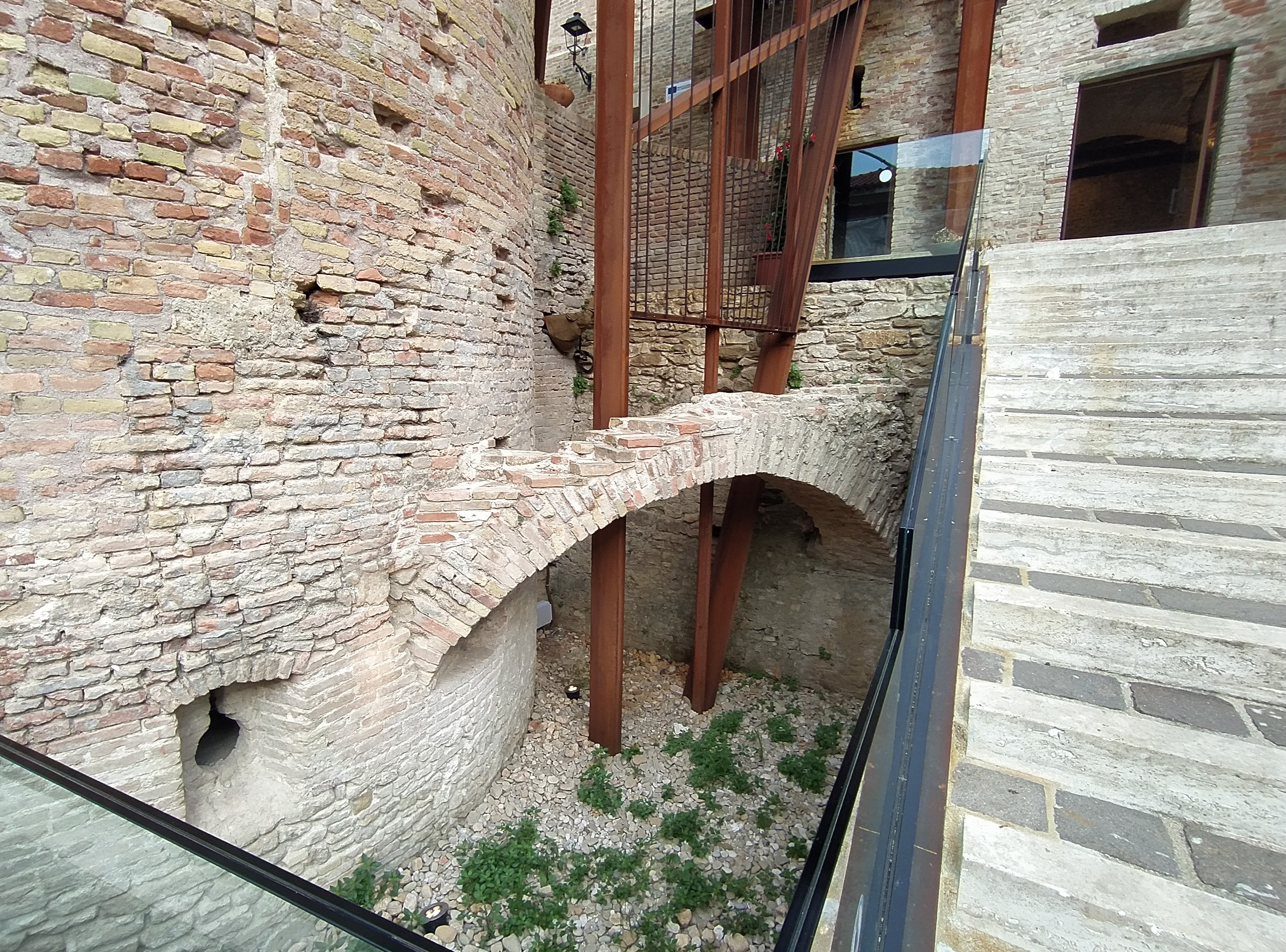
Arco di Porta Gabella

### Località
Lo statuto comunale non riconosce frazioni. Tuttavia l'ISTAT definisce 15 località, oltre al capoluogo: Castello (a 145 m s.l.m.), Cesare Augusto (a 211 m s.l.m.), Cianchino (a 100 m s.l.m.), Colletti (a 190 m s.l.m.), Foro (a 62 m s.l.m.), Galliani (a 90 m s.l.m.), Giampaolo (a 143 m s.l.m.), Martelli (a 100 m s.l.m.), Quattro Strade (a 51 m s.l.m.), Rasiccio (a 215 m s.l.m.), Ricciuti (a 125 m s.l.m.), Rosario (a 175 m s.l.m.), Taccarelli (a 141 m s.l.m.), Tiboni (a 201 m s.l.m.) e Trettornesi (a 239 m s.l.m.).

## Economia
Le principali attività economiche e produttive del paese sono legate alla agricoltura, l'allevamento e la pastorizia.
La produzione di vino è l'attività più importante: vigneti di Trebbiano d'Abruzzo, Montepulciano d'Abruzzo, Merlot, Passerina e Pecorino ricoprono intere colline. Anche la produzione di olio d'oliva è significativa. Nel paese, vi sono cinque cantine (inclusa la cantina sociale) e tre frantoi. Altre attività produttive riguardano l'orticoltura, la frutticoltura (in prevalenza pesche e fichi) e, ormai in disuso, la pastorizia e l'allevamento di bestiame. Da alcuni anni Ripa Teatina è stata inserita nel circuito delle "Città del Vino" e gode di importanti riconoscimenti e premi a livello nazionale.
Di notevole importanza sono gli arrosticini e la porchetta di Ripa Teatina, famosi in tutto l'Abruzzo.
Negli anni ottanta furono impiantati anche numerosi campi per la produzione di kiwi, che però hanno risentito del crollo del prezzo del prodotto avvenuto negli anni.
Lungo la vallata del fiume Foro, a sud del paese, sono comparse a partire dagli anni 90 alcune piccole aziende industriali.
Il turismo è in forte crescita, nonostante la crisi economica, grazie ai prezzi accessibili a tutti e all'aumento delle strutture ricettive (agriturismi, B&B, ecc).
Oggi la connotazione prevalente è quella di paese residenziale. Sfruttando la vicinanza con Chieti (meno di 10 km) e Pescara (ca. 15 km), ma soprattutto la zona industriale e commerciale della Val Pescara, la stragrande maggioranza dei residenti lavora e, spesso, vive fuori dal territorio comunale.

## Infrastrutture e trasporti

### Strade
Ripa Teatina è ben collegata con le località montane della Maiella e con quelle marittime adriatiche come Francavilla al Mare e Ortona, grazie alla SS 263, che passa lungo la fascia sud-est del territorio comunale, in località Foro.
All'interno dei suoi confini è contenuta anche parte della SS 649 di Fondo Valle Alento, che unisce il comune a Francavilla e a Chieti (SS 649 dir). La SP 16 collega il centro del paese con la stessa Statale 649 e con Miglianico.
In più, lungo il tracciato della tangenziale di Pescara, sebbene questa non attraversi il territorio comunale, è presente uno svincolo a servizio di Ripa Teatina.
Il comune è anche interessato dal casello autostradale Pescara Sud - Francavilla al Mare dell'autostrada A14 Adriatica.

### Mobilità urbana
Essendo parte dell'area metropolitana di Chieti e Pescara, Ripa Teatina è regolarmente servita da diverse autolinee che consentono il normale collegamento all'interno dell'area stessa. La mobilità è gestita dalla Società Unica Abruzzese di Trasporto (TUA).

## Amministrazione
| Periodo         | Periodo         | Primo cittadino     | Partito                                  | Carica                   | Note          |
| --------------- | --------------- | ------------------- | ---------------------------------------- | ------------------------ | ------------- |
| 12 maggio 1985  | 5 ottobre 1989  | Angelo Di Giovanni  | PSI                                      | Sindaco                  | [ 62 ]        |
| 18 giugno 1990  | 24 ottobre 1996 | Stefano Di Virgilio | DC/Lista civica di centro                | Sindaco                  | [ 63 ] [ 64 ] |
| 24 ottobre 1996 | 25 maggio 1998  | Antonio La Pace     | Lista civica di centro                   | Sindaco facente funzioni | [ 65 ]        |
| 25 maggio 1998  | 27 maggio 2002  | Antonio La Pace     | Lista civica di centro                   | Sindaco                  | [ 66 ]        |
| 27 maggio 2002  | 9 maggio 2012   | Mauro Petrucci      | Lista civica                             | Sindaco                  | [ 67 ] [ 68 ] |
| 9 maggio 2012   | 12 giugno 2017  | Ignazio Rucci       | Lista civica Ripa nostra                 | Sindaco                  | [ 69 ]        |
| 12 giugno 2017  | 13 giugno 2022  | Ignazio Rucci       | Lista civica Ripa nostra Verso il futuro | Sindaco                  | [ 70 ]        |
| 13 giugno 2022  | in carica       | Roberto Luciani     | Lista civica RIPA per Ripa               | Sindaco                  | [ 1 ]         |

### Gemellaggi
- Brockton[71]
- Sequals[72]
- San Bartolomeo in Galdo[73]

### Altre informazioni amministrative
Ripa Teatina fa parte dell'Unione dei comuni della Vallata del Foro, della quale è sede, insieme ai comuni di Vacri, Villamagna e Ari.

## Sport
Ripa Teatina vanta due pugili che si sono affermati sul panorama internazionale: Rocky Marciano, a cui è stata dedicata una statua e Rocky Mattioli.
Dal 2005 si tiene a Ripa Teatina il Festival Rocky Marciano: manifestazione sportiva culturale con l'intento di promozione dello sport e della figura di Rocky Marciano.
Nel 1997, 2013, 2017, 2019, 2021 e 2023 Ripa Teatina è stata attraversata dal Giro d'Italia.
Ha sede nel comune la società di calcio A.S.D. Ripa Teatina, militante nel campionato di seconda categoria.